# یایسوما سایدی اندوره
یایسوما سایدی اندوره (انگلیسی: Jaysuma Saidy Ndure؛ زادهٔ ۱ ژانویهٔ ۱۹۸۴) دونده دو سرعت اهل گامبیا-نروژ است.
وی در مسابقات کشوری و بین‌المللی در مجموع برندهٔ ۲ مدال برنز شده‌است.